# 法语国家及地区国际组织
法语国家及地区国际组织（法語：Organisation internationale de la Francophonie，簡稱）简称法语国家组织，又译为法语圈国际组织，是以法語作為主要語言（官方語言/第一語言/第一外語）、或受法國文化顯著影響的國家地區所共同組成的國際組織，創立於1970年，總部設於法國巴黎。截至2021年，有54个成员国或地区、7個準會員國或地區，27个观察员国或地区，共88个国家和政府成员，超过联合国成员数的三分之一，覆盖了五大洲超过9亿人口。大部分成员或观察员曾为法国殖民地或历史上被法国占领过。该组织首任秘書長为联合国前秘书长加利，2019年，路易丝·穆希基瓦博出任该组织第四任也是现任秘书长。

## 历史
“法语世界”（Francophonie）这个词第一次出现大约是在1880年，当时法国的一个地理学家奥内西姆·勒克吕使用了这个词来表述所有说法语的人和国家的整体。
1967年，法语国家议会大会成立，并随后提出要建立一个法语国家的政府间组织。这一主张在1970年3月20日的尼亚美大会上实现，此次大会创立了文化和技术合作局（Agence de coopération culturelle et technique，ACCT），后于1996年成为了法语国家的机构，根据章程开展运作。
1986年，法语国家首次峰会在凡尔赛举行。 1997年11月，在河内举行的第七届峰会上，各成员协商通过了机构章程，设立了组织秘书长一职。2005年11月23日，塔那那利佛召开的部长级会议上，通过了新的章程，正式将法语国家政府间机构设立为法语国家及地区国际组织，由组织秘书长掌管。

## 目标和使命
根据章程，法语国家组织的主要目标为：
- 建立并发展民主
- 预防，管理和解决冲突，支持法治和保护人权
- 强化不同文化和文明之间的对话
- 通过相互了解拉近人民之间的距离
- 为了经济发展，通过多边合作加强团结
- 鼓励教育和培训

2004年在瓦加杜古召开的成员国及政府首脑峰会上制定了之后10年的战略框架（2005 – 2014），明确了组织的四项主要使命 :
- 推广法语以及语言文化的多样性
  - 法語國家組織的首要目的是提升法語作爲國際語言的地位和保護世界的語言多樣性。大多數成員都贊同聯合國教科文組織2005年的《保護和促進文化表現形式多樣性公約》。
- 促进和平，民主以及人权
  - 和英聯邦類似，法語國家組織亦致力於民主及人權事業。2000年《巴馬科宣言》後，組織開始投入財務支持發展民主及人權。法語國家組織亦向其成員提供強大的專家網絡幫助其解決衝突以及國家危機。[7]近年有部分成員政府（例如加拿大聯邦政府和魁北克省政府）嘗試推動法語國家組織通過相關規定以使組織能夠對其他有不良人權或民主記錄的成員國實施制裁。該提議被討論了至少兩次但由於其爭議性一直不被正式考慮。
- 支持教育，培训以及高教科研
  - 法語國家組織亦致力於推動不同國家的人士通過法語共享知識；組織十分重視小學教學的發展和普及，以及提高教育在就業市場上的價值；組織亦嘗試提升法語在各成員國教育政策中的地位，同時推動法語在學術領域的應用。[8]
- 在可持续发展领域开展合作
  - 法語國家組織同樣涉及可更新能源發展、能源儲備和消滅貧困等事業。[9]2013年，比利時政府向聯合國志願人員組織（英语：United Nations Volunteers）提供財務支持以提升該組織提高在法語世界的影響力。[10]

## 组织架构
根据章程，法语国家组织最高负责人是秘书长，组织内部由法语国家峰会、法语国家部长级会议和法语国家常任理事会三个管轄机构组成。

### 秘书长
秘书长领导組織秘书处的工作，負責召開法语国家常任理事会，并擔任其主席，同時在法語國家部長級會議中擁有坐席。秘书長由各成員國國家元首/政府首腦选举产生，任期四年并可以延长。
秘書長是法語國家組織在國際舞臺上的法言人和法律代表，并協調內部各機構間的工作，同時負責多邊唯一基金的分配使用。
现任秘书长米歇尔·让在2014年达喀尔峰会上选举产生。秘书长負責任命最高行政主管 (l'Administrateur de l'OIF)，自2021年2月起由 Geoffroi Montpetit 担任該职务。 

#### 歷任秘書長
| # | 肖像 | 姓名                   | 國家     | 出生           | 就任           | 離任           | 逝世          | 主要資歷                    |
| - | ---- | ---------------------- | -------- | -------------- | -------------- | -------------- | ------------- | --------------------------- |
| 1 |      | 布特羅斯·布特羅斯-蓋里 | 埃及     | 1922年11月14日 | 1997年11月16日 | 2002年12月31日 | 2016年2月16日 | 埃及副總理（1991）          |
| 2 |      | 阿卜杜·迪乌夫          | 塞内加尔 | 1935年9月7日   | 2003年1月1日   | 2014年12月31日 | 在世          | 塞内加尔总统（1981-2000）   |
| 3 |      | 莊美楷                 | 加拿大   | 1957年9月6日   | 2015年1月1日   | 2019年1月2日   | 在世          | 加拿大總督（2005-2010）     |
| 4 |      | 路易丝·穆希基瓦博      | 卢旺达   | 1961年5月2日   | 2019年1月3日   | 現任           | 在世          | 盧旺達外交部長（2009–2018） |

### 法语国家峰会
法语国家元首及政府首脑会议，通称法语国家峰会（Le Sommet de la Francophonie），是目前法语国家组织的最高权力机构。峰会每两年举行一次，峰会东道主国家元首或政府首脑担任峰会主席直到下次峰会。每届峰会，各国国家元首或政府首脑共同就国际政治、经济、法语国家合作、人权、教育、文化及民主等问题展开谈论。峰会重要议题之一是接收新的正式成员，准成员和观察员。峰会上，将确立法语国家的发展方向，以促进在十年战略框架中对世界的影响力，并采纳所有有益于法语国家组织发展和能够帮助其实现目标的可行性计划。峰会也负责秘书长的选举工作。

#### 历届峰会
首届峰会于1986年在法国凡尔赛召开，至今已经举办十八届，具体如下：
| 屆數 | 國家/區域 | 城市       | 日期              | 主持者                             |
| ---- | --- | ---------- | ----------------- | ---------------------------------- |
| 1    | 法國 | 凡尔赛     | 1986年2月17-19日  | 總統法蘭索瓦·密特朗                |
| 1    | 41個國家/政府代表與會；會議確認法語在現代化和跨文化交流的地位，同時要求加強法語國家的團結。 |            |                   |                                    |
| 2    | 魁北克省（加拿大） | 魁北克     | 1987年9月2-4日    | 總理馬田·拜仁·梅隆尼               |
| 2    | 確定參加上一屆峰會國家間的合作領域；確定組織的優先項爲農業、能源、科技發展、語言、通信和文化。設立法文國家能源與環境機構（位於魁北克市）、非政府性法語商業論壇。 |            |                   |                                    |
| 3    | 塞内加尔 | 達喀爾     | 1989年5月24-26日  | 總統阿卜杜·迪烏夫                  |
| 3    | 同意教育培訓、環境以及司法合作方面的倡議，以及確認文文化和技術合作局的主要地位；峰會期間，時任法國總體法蘭索瓦·密特朗宣佈取消35個非洲國家對法國的債務；埃及當局同意在亞歷山卓建立非洲开发法语国际大学。 |            |                   |                                    |
| 4    | 法國 | 巴黎       | 1991年11月19-21日 | 總統法蘭索瓦·密特朗                |
| 4    | 來自五大洲近50個國家或政府代表與會；設立法文國家部長會議以及法文國家常任理事會；確認文化和技術合作局作爲組織祕書處的地位。 |            |                   |                                    |
| 5    | 模里西斯 | 路易港     | 1993年10月16-18日 | 總統維拉薩米·林加杜                |
| 5    | 呼籲加強法文世界的商業和經濟合作 |            |                   |                                    |
| 6    | | 科托努     | 1995年12月2-4日   | 總體尼塞福爾·索格洛                |
| 6    | 設立組織祕書長一職，並且將文化和技術合作局改組爲法文國家政府間辦事處，並設立對應行政長官；與會國家和政府代表確定組織的活動方向：1）自由、民主與開發；2）文化與通信；3）知識及進步；4）經濟與發展；5）組織的國際性。該峰會同時強調文化多樣性比以往更加意義重大，具有促進和平的重要作用； |            |                   |                                    |
| 7    | 越南 | 河內       | 1997年11月14-16日 | 主席陳德良                         |
| 7    | 複審組織章程；布特羅斯·布特羅斯-蓋里成爲第一任祕書長；本屆峰會主題是經濟合作，但各國代表同時亦同意應注重成員國的和平事業和預防衝突；同時，峰會決定就人權保護方面與其他國際組織展開合作。 |            |                   |                                    |
| 8    | 紐賓士域省（加拿大） | 蒙克顿     | 1999年9月3-5日    | 總理讓·克雷蒂安                    |
| 8    | 本屆峰會主題爲青年，同時亦討論了另外兩個次級主題——經濟和新科技；各國代表同時決定另外舉行三場專門大會，以爲以下峰會作準備：1）在馬里首都巴馬科的法語國家民主實踐、權利及自由討論會；2）在貝寧科托努的部長會議；3）在盧森堡的第一屆法文國家婦女大會。 |            |                   |                                    |
| 9    | 黎巴嫩 | 贝鲁特     | 2002年11月18-20日 | 總統埃米爾·拉胡德                  |
| 9    | 峰會主題是文化對話；討論了中東事務；各國代表同意就《巴馬科宣言》推動民主、善政和人權發展；峰會對聯合國教科文組織的文化多樣性原則表示支持；塞內加爾前總統阿卜杜·迪乌夫被選爲祕書長 |            |                   |                                    |
| 10   | 布吉納法索 | 瓦加杜古   | 2004年11月26-27日 | 總統布萊斯·孔波雷                  |
| 10   | 峰會主題是《法文國家組織：可持續發展》；同時召開針對衝突預防和人類安全的部長會議；宣佈組織第一個十年戰略框架，分爲四大任務：1）推廣法語及促進文化、語言多樣性；2）促進和平、民主及人權保護；3）支持教育、訓練、高教及研究事業；4）推進可持續發展； |            |                   |                                    |
| 11   | 羅馬尼亞 | 布加勒斯特 | 2006年9月28-29日  | 總統特萊揚·伯塞斯庫                |
| 11   | 峰會主題是《教育中的信息科技》；各國代表通過了五個決議：1）全球數碼團結基金；2）科特迪瓦阿比讓的有毒廢料傾瀉；3）國際移民和發展；4）聯合國在中非共和國的維和部署；5）氣候變化。部長會議同時通過了國際組織中的法語使用嚮導；阿卜杜·迪乌夫再度被選爲祕書長。 |            |                   |                                    |
| 12   | 魁北克省（加拿大） | 魁北克     | 2008年10月17-19日 | 總理史提芬·哈珀                    |
| 12   | 暨魁北克市建立400週年；峰會討論了全球金融和食物危機；各國代表支持舉辦國際峰會以解決金融危機以及改革國際經濟體系；峰會同時指出，解決國際金融危機不能夠犧牲發展中國家利益，同時不應忽略糧食危機； |            |                   |                                    |
| 13   | 瑞士 | 蒙特勒     | 2010年月22-24日   | 聯邦主席多麗絲·洛伊特哈德          |
| 13   | 討論了氣候變化、糧食與金融危機、生物多樣性、水木資源；通過《蒙特勒宣言》，指出組織應支持可持續發展、推進糧食安全和生物多樣性，與氣候變化作鬥爭，以及加強法語教育；峰會通過以下決議：1）海盜；2）假藥或過期藥物；3）非洲的跨境犯罪；4）恐怖主義；5）受洪災的國家；6）海地重建；7）被危機影響的國家，危機解決和和平重建；8）《巴馬科宣言》十週年。阿卜杜·迪乌夫第三次被選爲祕書長。                             |            |                   |                                    |
| 14   | 刚果民主共和国 | 金沙萨     | 2012年10月12-14日 | 總統約瑟夫·卡比拉                  |
| 14   | 峰會主題《法文國家組織，全球治理中的經濟和環境問題》。通過了以下決議：1）馬里的情況；2）剛果民主共和國的情況；3）幾內亞灣的海盜；4）林業治理；5）法文國家的危機、危機解決及和平重建。 |            |                   |                                    |
| 15   | 塞内加尔 | 達喀爾     | 2014年11月29-30日 | 總統馬基·薩勒                      |
| 15   | 峰會主題爲《法文國家組織的婦女與青年》；莊美楷被選爲祕書長；重新接納幾內亞比紹、馬達加斯加和馬里；哥斯達黎加、科索沃和墨西哥成爲觀察員國；通過關於婦產、新生兒和兒童健康的決議；討論西非的伊波拉病毒危機；法文國家的危機、危機解決及和平重建；恐怖主義；聯合國教科文組織《保護和促進文化表現形式多樣性公約》；數碼時代的婦女和青年教育；財務和銀行業教育；造假藥品和醫療產品；小島國家的可持續發展旅遊業。    |            |                   |                                    |
| 16   | 马达加斯加 | 塔那那利佛 | 2016年11月26-27日 | 總理奧利維爾·馬哈法利·索隆南卓沙那 |
| 16   | 峰會主題爲《共享發展和責任：世界和法文國家的穩定》；峰會討論了法文世界的和平問題（尤其是伊斯蘭國及其在非洲的分支）、性別平等、女性解放、防止極端主義、專業及技術培訓、能源、推進語言多樣化、兒童問題、本地發展、環境、可持續發展對話中的文化因素、道路安全以及藍色經濟。加拿大總理賈斯汀·杜魯多提及了性少數群體的權益。 加拿大的安大略省獲觀察員地位。                                                        |            |                   |                                    |
| 17   | 亞美尼亞 | 葉里溫     | 2018年10月11-12日 | 總理尼科爾·帕希尼揚                |
| 17   | 莊美楷尋求連任，但被盧旺達的外交部部長路易丝·穆希基瓦博擊敗，後者是法國總統馬克龍的個人選擇；該任命收到了法國四位前任內閣成員的批評，同時亦批評了盧旺達在保羅·卡加梅和路易丝·穆希基瓦博之下糟糕的人權記錄；沙地阿拉伯由於其國內人權問題，加之記者賈邁勒·卡舒吉失蹤事件而被抵制，故撤銷了加入申請；加納由準會員國升爲正式會員國；美國的路易斯安那州獲觀察員地位； 峰會採納了組織關於預算、性別平等等其他宣言。 |            |                   |                                    |
| 18   | 突尼西亞 | 傑爾巴島   | 2021年12月        | 總理希切姆·梅奇希                  |

### 法语国家部长级会议
法语国家部长级会议（La Conférence ministérielle de la Francophonie (CMF)）每年举办一次，各成员和观察员国家或政府派出部长作为代表与会。该会议主要议程和目的包括：
- 确保峰会决策的执行，并筹办下一届峰会
- 决定法语国家多边行动的主体方向
- 通过法语国家组织的预算和财务报告，并决定多边唯一基金（Le Fonds multilatéral unique （FMU），是法语国家组织为合作项目提供资金的金融工具）的分配方案
- 讨论具体议题，如法语国家参与维和行动，促进文化和语言多样性等

另外有两个常设部长级会议：

#### 教育部长大会
教育部長大會（la Conférence des ministres de l'Éducation nationale (Confémen)）成立於1960年，在塞內加爾的達喀爾設有常任技術祕書處，共有41個國家參與（外加3個地區政府），其主要功能是向參與國提供教育政策指導、評估參與國的教育體系等。
教育系統分析計劃（Programme d'analyse des systèmes éducatifs de la confemen, PASEC）是大會的主要項目，始創於1991年，目前已經在24個國家進行了35次國家級評估。分析計劃每四年舉行一次，主要測試小學二年級和六年級學生的閱讀（授課語言）和數學。

#### 青年和体育部长大会
青年和體育部長大會（la Conférence des ministres de la Jeunesse et des Sports (Conféjes)）成立於1969年，目前擁有43個參與國/地區，其主要功能是向參與政府提供體育事業發展方面的幫助建議，同時推動參與國的青年人生發展。
大會負責組織四年一度的法語系運動會。

### 法语国家常任理事会
法语国家常任理事会（Le Conseil permanent de la Francophonie (CPF)）由各成员和观察员国家或政府派出的代表组成，每年召开几次常会；若成員國發生危機，也可额外增加临时会议。常任理事会的主要作用有：
- 确保部长会议决策的执行
- 评估法语国家的政治形势，民主、人权、自由的实施状况；如有国家发生针对民主选举政权的军事政变，法语国家组织将暂停该国成员资格。
- 批准具体项目
- 审核法语国家组织的预算规划、财务报告和项目执行报告等

### 分支机构
法语国家组织有四个常设的外派代表处，分别设立在：
- 位于亚的斯亚贝巴的非盟及聯合國非洲經濟委員會内
- 位于布鲁塞尔的欧盟内
- 位于纽约的联合国总部内
- 位于日内瓦的联合国日内瓦办事处内

此外还有七個区域办公室，分别位于：
- 多哥的洛美，负责西非事务
- 加蓬的利伯维尔，负责中非事務
- 越南的河内，负责亚太事务
- 海地的太子港，负责加勒比地區及拉丁美洲事務
- 羅馬尼亞的布加勒斯特，负责中欧和東歐事务
- 馬達加斯加的安塔那那利佛，負責印度洋事務
- 突尼斯的突尼斯市，負責北非事務（籌辦當中）

## 机构
法語國家組織的主要合作機構有法語國家議會大會以及另外四大直接管理機構：国际法語高校联合会（AUF）、TV5电视台、法语城市市长国际协会（AIMF）和亚历山大桑戈尔大学。
法语国家组织也越来越多地支持民间组织，其秘书长每两年都会召开一个法语国家及地区非政府组织大会（Conférence francophone des organisations internationales non gouvernementales (OING)）。法语国家组织也和众多国际和区域组织签署有合作协议，例如联合国，欧盟，非盟等。

### 法語國家議會大會
法語國家議會大會（法語：Assemblée parlementaire de la francophonie, APF）成立於1967年5月，由90個成員國家、地區及國際組織組成。議會大會本身並不是法語國家組織的管轄機構，但是透過向法語國家部長級會議以及法語國家常任理事會提供建議而積極參與到組織的管理事務，並且與法語國家組織實現所有信息、決定、報告及其他文件的雙邊交換。
法語國家議會大會內部分爲兩類大會：
- 國際全員大會
- 地區大會（歐洲區、美洲區、非洲區以及亞太區）

國際全員大會每年舉行一次，並對法語國家組織祕書長進行聽證和詢問。議會大會的詢問內容由其屬下的四大常設委員會透過討論而決定：
- 議會事務委員會，主管議會大會的大政方針，涉及司法、權利以及民主發展等問題；
- 合作與發展委員會，主管人類發展（健康、人口及貧窮問題）、可持續發展（環境、資源和農業）以及經濟等方面的問題；
- 教育、通訊和文化委員會：主管法語、教育、培訓、通信、信息技術以及視聽領域等方面的問題；
- 政治委員會

#### 成員[35]
需要注意的是，法語國家議會大會以及法語國家組織的成員並不完全相同。
| 成員                      | 成員                 | 準會員 | 準會員 |
| 成員                      | 是否法語國家組織成員 | 成員 | 是否法語國家組織成員 |
| ------------------------- | -------------------- | --- | --- |
| 亞美尼亞                  | 是                   | 阿尔巴尼亚 | 是 |
| 比利时法语社群            | 是                   | (加拿大) | 否 |
|                           | 是                   | 安道尔 | 是 |
| 柬埔寨                    | 是                   | 保加利亚 | 是 |
| 喀麦隆                    | 是                   | 加泰罗尼亚 (西班牙) | 否 |
| 加拿大                    | 是                   | (加拿大) | 否 |
| （加拿大）                | 是                   | 日內瓦州 (瑞士) | 否 |
| 魁北克省（加拿大）        | 是                   | 匈牙利 | 是（作爲觀察員） |
| 新斯科舍省（加拿大）      | 否                   | 愛德華王子島省 (加拿大) | 否 |
| 安大略省（加拿大）        | 是（作爲觀察員）     | 立陶宛 | 是（作爲觀察員） |
|                           | 是                   | 波蘭 | 是（作爲觀察員） |
| 刚果共和国                | 是                   | 北馬其頓 | 是 |
|                           | 是                   | 塞爾維亞 | 是（作爲準成員） |
|                           | 是                   | 瓦莱州 (瑞士) | 否 |
| 多哥                      | 是                   | 摩尔多瓦 | 是 |
| 埃及                      | 是                   | 觀察員 | 觀察員 |
| 法國                      | 是                   | | 是（作爲觀察員） |
| 加彭                      | 是                   | 西非國家經濟共同體 (議會) | 否 |
| 希腊                      | 是                   | 中部非洲國家經濟共同體 (議會) | 否 |
| 几内亚                    | 是                   | 美洲議會聯盟 | 否 |
|                           | 是                   | 歐洲議會法語論壇 | 否 |
| 赤道几内亚                | 是                   | | 是（作爲觀察員） |
| 海地                      | 是                   | 科索沃 | 是（作爲準成員） |
| 澤西 (英國)               | 否                   | 立陶宛 | 是（作爲觀察員） |
| (法國)                    | 否                   | 路易斯安那州 (美國) | 是（作爲觀察員） |
|                           | 是                   | 缅因州 (美國) | 否 |
| 黎巴嫩                    | 是                   | 墨西哥 | 否 |
| 盧森堡                    | 是                   | 新罕布什尔州 (美國) | 否 |
|                           | 是                   | 比荷盧議會 | 否 |
| 曼尼托巴省                | 否                   | 泛非議會 | 否 |
| 毛里塔尼亚                | 是                   | 捷克 | 是（作爲觀察員） |
| 模里西斯                  | 是                   | 薩斯喀徹溫省 (加拿大) | 否 |
| 摩納哥                    | 是                   | 西非經濟貨幣聯盟 | 否 |
| 摩洛哥                    | 是                   | 各國議會聯盟 | 否 |
| 尼日尔                    | 是                   | | 是（作爲觀察員） |
|                           | 是                   | 拉脫維亞 | 是（作爲觀察員） |
| 法屬玻里尼西亞            | 否                   | 以下國家是法語國家組織成員，但並沒有加法語國家議會大會： - 正式成員： - 比利时 - 圣卢西亚 - 聖多美和普林西比 - 多米尼克 - 準會員： - 阿联酋 - 觀察員： - 賽普勒斯 - 阿根廷 - 奥地利 - 爱沙尼亚 - 愛爾蘭 - 馬爾他 - 蒙特內哥羅 - 莫桑比克 - 斯洛伐克 - 斯洛維尼亞 - 泰國 - 乌克兰 - 乌拉圭 | 以下國家是法語國家組織成員，但並沒有加法語國家議會大會： - 正式成員： - 比利时 - 圣卢西亚 - 聖多美和普林西比 - 多米尼克 - 準會員： - 阿联酋 - 觀察員： - 賽普勒斯 - 阿根廷 - 奥地利 - 爱沙尼亚 - 愛爾蘭 - 馬爾他 - 蒙特內哥羅 - 莫桑比克 - 斯洛伐克 - 斯洛維尼亞 - 泰國 - 乌克兰 - 乌拉圭 |
| 叙利亚                    | 否/會籍暫停          | 以下國家是法語國家組織成員，但並沒有加法語國家議會大會： - 正式成員： - 比利时 - 圣卢西亚 - 聖多美和普林西比 - 多米尼克 - 準會員： - 阿联酋 - 觀察員： - 賽普勒斯 - 阿根廷 - 奥地利 - 爱沙尼亚 - 愛爾蘭 - 馬爾他 - 蒙特內哥羅 - 莫桑比克 - 斯洛伐克 - 斯洛維尼亞 - 泰國 - 乌克兰 - 乌拉圭 | 以下國家是法語國家組織成員，但並沒有加法語國家議會大會： - 正式成員： - 比利时 - 圣卢西亚 - 聖多美和普林西比 - 多米尼克 - 準會員： - 阿联酋 - 觀察員： - 賽普勒斯 - 阿根廷 - 奥地利 - 爱沙尼亚 - 愛爾蘭 - 馬爾他 - 蒙特內哥羅 - 莫桑比克 - 斯洛伐克 - 斯洛維尼亞 - 泰國 - 乌克兰 - 乌拉圭 |
| 中非                      | 是                   | 以下國家是法語國家組織成員，但並沒有加法語國家議會大會： - 正式成員： - 比利时 - 圣卢西亚 - 聖多美和普林西比 - 多米尼克 - 準會員： - 阿联酋 - 觀察員： - 賽普勒斯 - 阿根廷 - 奥地利 - 爱沙尼亚 - 愛爾蘭 - 馬爾他 - 蒙特內哥羅 - 莫桑比克 - 斯洛伐克 - 斯洛維尼亞 - 泰國 - 乌克兰 - 乌拉圭 | 以下國家是法語國家組織成員，但並沒有加法語國家議會大會： - 正式成員： - 比利时 - 圣卢西亚 - 聖多美和普林西比 - 多米尼克 - 準會員： - 阿联酋 - 觀察員： - 賽普勒斯 - 阿根廷 - 奥地利 - 爱沙尼亚 - 愛爾蘭 - 馬爾他 - 蒙特內哥羅 - 莫桑比克 - 斯洛伐克 - 斯洛維尼亞 - 泰國 - 乌克兰 - 乌拉圭 |
| 刚果民主共和国            | 是                   | 以下國家是法語國家組織成員，但並沒有加法語國家議會大會： - 正式成員： - 比利时 - 圣卢西亚 - 聖多美和普林西比 - 多米尼克 - 準會員： - 阿联酋 - 觀察員： - 賽普勒斯 - 阿根廷 - 奥地利 - 爱沙尼亚 - 愛爾蘭 - 馬爾他 - 蒙特內哥羅 - 莫桑比克 - 斯洛伐克 - 斯洛維尼亞 - 泰國 - 乌克兰 - 乌拉圭 | 以下國家是法語國家組織成員，但並沒有加法語國家議會大會： - 正式成員： - 比利时 - 圣卢西亚 - 聖多美和普林西比 - 多米尼克 - 準會員： - 阿联酋 - 觀察員： - 賽普勒斯 - 阿根廷 - 奥地利 - 爱沙尼亚 - 愛爾蘭 - 馬爾他 - 蒙特內哥羅 - 莫桑比克 - 斯洛伐克 - 斯洛維尼亞 - 泰國 - 乌克兰 - 乌拉圭 |
| 羅馬尼亞                  | 是                   | 以下國家是法語國家組織成員，但並沒有加法語國家議會大會： - 正式成員： - 比利时 - 圣卢西亚 - 聖多美和普林西比 - 多米尼克 - 準會員： - 阿联酋 - 觀察員： - 賽普勒斯 - 阿根廷 - 奥地利 - 爱沙尼亚 - 愛爾蘭 - 馬爾他 - 蒙特內哥羅 - 莫桑比克 - 斯洛伐克 - 斯洛維尼亞 - 泰國 - 乌克兰 - 乌拉圭 | 以下國家是法語國家組織成員，但並沒有加法語國家議會大會： - 正式成員： - 比利时 - 圣卢西亚 - 聖多美和普林西比 - 多米尼克 - 準會員： - 阿联酋 - 觀察員： - 賽普勒斯 - 阿根廷 - 奥地利 - 爱沙尼亚 - 愛爾蘭 - 馬爾他 - 蒙特內哥羅 - 莫桑比克 - 斯洛伐克 - 斯洛維尼亞 - 泰國 - 乌克兰 - 乌拉圭 |
| 卢旺达                    | 是                   | 以下國家是法語國家組織成員，但並沒有加法語國家議會大會： - 正式成員： - 比利时 - 圣卢西亚 - 聖多美和普林西比 - 多米尼克 - 準會員： - 阿联酋 - 觀察員： - 賽普勒斯 - 阿根廷 - 奥地利 - 爱沙尼亚 - 愛爾蘭 - 馬爾他 - 蒙特內哥羅 - 莫桑比克 - 斯洛伐克 - 斯洛維尼亞 - 泰國 - 乌克兰 - 乌拉圭 | 以下國家是法語國家組織成員，但並沒有加法語國家議會大會： - 正式成員： - 比利时 - 圣卢西亚 - 聖多美和普林西比 - 多米尼克 - 準會員： - 阿联酋 - 觀察員： - 賽普勒斯 - 阿根廷 - 奥地利 - 爱沙尼亚 - 愛爾蘭 - 馬爾他 - 蒙特內哥羅 - 莫桑比克 - 斯洛伐克 - 斯洛維尼亞 - 泰國 - 乌克兰 - 乌拉圭 |
| 塞内加尔                  | 是                   | 以下國家是法語國家組織成員，但並沒有加法語國家議會大會： - 正式成員： - 比利时 - 圣卢西亚 - 聖多美和普林西比 - 多米尼克 - 準會員： - 阿联酋 - 觀察員： - 賽普勒斯 - 阿根廷 - 奥地利 - 爱沙尼亚 - 愛爾蘭 - 馬爾他 - 蒙特內哥羅 - 莫桑比克 - 斯洛伐克 - 斯洛維尼亞 - 泰國 - 乌克兰 - 乌拉圭 | 以下國家是法語國家組織成員，但並沒有加法語國家議會大會： - 正式成員： - 比利时 - 圣卢西亚 - 聖多美和普林西比 - 多米尼克 - 準會員： - 阿联酋 - 觀察員： - 賽普勒斯 - 阿根廷 - 奥地利 - 爱沙尼亚 - 愛爾蘭 - 馬爾他 - 蒙特內哥羅 - 莫桑比克 - 斯洛伐克 - 斯洛維尼亞 - 泰國 - 乌克兰 - 乌拉圭 |
| 塞舌尔                    | 是                   | 以下國家是法語國家組織成員，但並沒有加法語國家議會大會： - 正式成員： - 比利时 - 圣卢西亚 - 聖多美和普林西比 - 多米尼克 - 準會員： - 阿联酋 - 觀察員： - 賽普勒斯 - 阿根廷 - 奥地利 - 爱沙尼亚 - 愛爾蘭 - 馬爾他 - 蒙特內哥羅 - 莫桑比克 - 斯洛伐克 - 斯洛維尼亞 - 泰國 - 乌克兰 - 乌拉圭 | 以下國家是法語國家組織成員，但並沒有加法語國家議會大會： - 正式成員： - 比利时 - 圣卢西亚 - 聖多美和普林西比 - 多米尼克 - 準會員： - 阿联酋 - 觀察員： - 賽普勒斯 - 阿根廷 - 奥地利 - 爱沙尼亚 - 愛爾蘭 - 馬爾他 - 蒙特內哥羅 - 莫桑比克 - 斯洛伐克 - 斯洛維尼亞 - 泰國 - 乌克兰 - 乌拉圭 |
| 瑞士                      | 是                   | 以下國家是法語國家組織成員，但並沒有加法語國家議會大會： - 正式成員： - 比利时 - 圣卢西亚 - 聖多美和普林西比 - 多米尼克 - 準會員： - 阿联酋 - 觀察員： - 賽普勒斯 - 阿根廷 - 奥地利 - 爱沙尼亚 - 愛爾蘭 - 馬爾他 - 蒙特內哥羅 - 莫桑比克 - 斯洛伐克 - 斯洛維尼亞 - 泰國 - 乌克兰 - 乌拉圭 | 以下國家是法語國家組織成員，但並沒有加法語國家議會大會： - 正式成員： - 比利时 - 圣卢西亚 - 聖多美和普林西比 - 多米尼克 - 準會員： - 阿联酋 - 觀察員： - 賽普勒斯 - 阿根廷 - 奥地利 - 爱沙尼亚 - 愛爾蘭 - 馬爾他 - 蒙特內哥羅 - 莫桑比克 - 斯洛伐克 - 斯洛維尼亞 - 泰國 - 乌克兰 - 乌拉圭 |
|                           | 是                   | 以下國家是法語國家組織成員，但並沒有加法語國家議會大會： - 正式成員： - 比利时 - 圣卢西亚 - 聖多美和普林西比 - 多米尼克 - 準會員： - 阿联酋 - 觀察員： - 賽普勒斯 - 阿根廷 - 奥地利 - 爱沙尼亚 - 愛爾蘭 - 馬爾他 - 蒙特內哥羅 - 莫桑比克 - 斯洛伐克 - 斯洛維尼亞 - 泰國 - 乌克兰 - 乌拉圭 | 以下國家是法語國家組織成員，但並沒有加法語國家議會大會： - 正式成員： - 比利时 - 圣卢西亚 - 聖多美和普林西比 - 多米尼克 - 準會員： - 阿联酋 - 觀察員： - 賽普勒斯 - 阿根廷 - 奥地利 - 爱沙尼亚 - 愛爾蘭 - 馬爾他 - 蒙特內哥羅 - 莫桑比克 - 斯洛伐克 - 斯洛維尼亞 - 泰國 - 乌克兰 - 乌拉圭 |
| 突尼西亞                  | 是                   | 以下國家是法語國家組織成員，但並沒有加法語國家議會大會： - 正式成員： - 比利时 - 圣卢西亚 - 聖多美和普林西比 - 多米尼克 - 準會員： - 阿联酋 - 觀察員： - 賽普勒斯 - 阿根廷 - 奥地利 - 爱沙尼亚 - 愛爾蘭 - 馬爾他 - 蒙特內哥羅 - 莫桑比克 - 斯洛伐克 - 斯洛維尼亞 - 泰國 - 乌克兰 - 乌拉圭 | 以下國家是法語國家組織成員，但並沒有加法語國家議會大會： - 正式成員： - 比利时 - 圣卢西亚 - 聖多美和普林西比 - 多米尼克 - 準會員： - 阿联酋 - 觀察員： - 賽普勒斯 - 阿根廷 - 奥地利 - 爱沙尼亚 - 愛爾蘭 - 馬爾他 - 蒙特內哥羅 - 莫桑比克 - 斯洛伐克 - 斯洛維尼亞 - 泰國 - 乌克兰 - 乌拉圭 |
| 瓦莱达奥斯塔大区 (意大利) | 否                   | 以下國家是法語國家組織成員，但並沒有加法語國家議會大會： - 正式成員： - 比利时 - 圣卢西亚 - 聖多美和普林西比 - 多米尼克 - 準會員： - 阿联酋 - 觀察員： - 賽普勒斯 - 阿根廷 - 奥地利 - 爱沙尼亚 - 愛爾蘭 - 馬爾他 - 蒙特內哥羅 - 莫桑比克 - 斯洛伐克 - 斯洛維尼亞 - 泰國 - 乌克兰 - 乌拉圭 | 以下國家是法語國家組織成員，但並沒有加法語國家議會大會： - 正式成員： - 比利时 - 圣卢西亚 - 聖多美和普林西比 - 多米尼克 - 準會員： - 阿联酋 - 觀察員： - 賽普勒斯 - 阿根廷 - 奥地利 - 爱沙尼亚 - 愛爾蘭 - 馬爾他 - 蒙特內哥羅 - 莫桑比克 - 斯洛伐克 - 斯洛維尼亞 - 泰國 - 乌克兰 - 乌拉圭 |
|                           | 是                   | 以下國家是法語國家組織成員，但並沒有加法語國家議會大會： - 正式成員： - 比利时 - 圣卢西亚 - 聖多美和普林西比 - 多米尼克 - 準會員： - 阿联酋 - 觀察員： - 賽普勒斯 - 阿根廷 - 奥地利 - 爱沙尼亚 - 愛爾蘭 - 馬爾他 - 蒙特內哥羅 - 莫桑比克 - 斯洛伐克 - 斯洛維尼亞 - 泰國 - 乌克兰 - 乌拉圭 | 以下國家是法語國家組織成員，但並沒有加法語國家議會大會： - 正式成員： - 比利时 - 圣卢西亚 - 聖多美和普林西比 - 多米尼克 - 準會員： - 阿联酋 - 觀察員： - 賽普勒斯 - 阿根廷 - 奥地利 - 爱沙尼亚 - 愛爾蘭 - 馬爾他 - 蒙特內哥羅 - 莫桑比克 - 斯洛伐克 - 斯洛維尼亞 - 泰國 - 乌克兰 - 乌拉圭 |
| (瑞士)                    | 否                   | 以下國家是法語國家組織成員，但並沒有加法語國家議會大會： - 正式成員： - 比利时 - 圣卢西亚 - 聖多美和普林西比 - 多米尼克 - 準會員： - 阿联酋 - 觀察員： - 賽普勒斯 - 阿根廷 - 奥地利 - 爱沙尼亚 - 愛爾蘭 - 馬爾他 - 蒙特內哥羅 - 莫桑比克 - 斯洛伐克 - 斯洛維尼亞 - 泰國 - 乌克兰 - 乌拉圭 | 以下國家是法語國家組織成員，但並沒有加法語國家議會大會： - 正式成員： - 比利时 - 圣卢西亚 - 聖多美和普林西比 - 多米尼克 - 準會員： - 阿联酋 - 觀察員： - 賽普勒斯 - 阿根廷 - 奥地利 - 爱沙尼亚 - 愛爾蘭 - 馬爾他 - 蒙特內哥羅 - 莫桑比克 - 斯洛伐克 - 斯洛維尼亞 - 泰國 - 乌克兰 - 乌拉圭 |
| (法國)                    | 否                   | 以下國家是法語國家組織成員，但並沒有加法語國家議會大會： - 正式成員： - 比利时 - 圣卢西亚 - 聖多美和普林西比 - 多米尼克 - 準會員： - 阿联酋 - 觀察員： - 賽普勒斯 - 阿根廷 - 奥地利 - 爱沙尼亚 - 愛爾蘭 - 馬爾他 - 蒙特內哥羅 - 莫桑比克 - 斯洛伐克 - 斯洛維尼亞 - 泰國 - 乌克兰 - 乌拉圭 | 以下國家是法語國家組織成員，但並沒有加法語國家議會大會： - 正式成員： - 比利时 - 圣卢西亚 - 聖多美和普林西比 - 多米尼克 - 準會員： - 阿联酋 - 觀察員： - 賽普勒斯 - 阿根廷 - 奥地利 - 爱沙尼亚 - 愛爾蘭 - 馬爾他 - 蒙特內哥羅 - 莫桑比克 - 斯洛伐克 - 斯洛維尼亞 - 泰國 - 乌克兰 - 乌拉圭 |
| 布吉納法索                | 是                   | 以下國家是法語國家組織成員，但並沒有加法語國家議會大會： - 正式成員： - 比利时 - 圣卢西亚 - 聖多美和普林西比 - 多米尼克 - 準會員： - 阿联酋 - 觀察員： - 賽普勒斯 - 阿根廷 - 奥地利 - 爱沙尼亚 - 愛爾蘭 - 馬爾他 - 蒙特內哥羅 - 莫桑比克 - 斯洛伐克 - 斯洛維尼亞 - 泰國 - 乌克兰 - 乌拉圭 | 以下國家是法語國家組織成員，但並沒有加法語國家議會大會： - 正式成員： - 比利时 - 圣卢西亚 - 聖多美和普林西比 - 多米尼克 - 準會員： - 阿联酋 - 觀察員： - 賽普勒斯 - 阿根廷 - 奥地利 - 爱沙尼亚 - 愛爾蘭 - 馬爾他 - 蒙特內哥羅 - 莫桑比克 - 斯洛伐克 - 斯洛維尼亞 - 泰國 - 乌克兰 - 乌拉圭 |
|                           | 是                   | 以下國家是法語國家組織成員，但並沒有加法語國家議會大會： - 正式成員： - 比利时 - 圣卢西亚 - 聖多美和普林西比 - 多米尼克 - 準會員： - 阿联酋 - 觀察員： - 賽普勒斯 - 阿根廷 - 奥地利 - 爱沙尼亚 - 愛爾蘭 - 馬爾他 - 蒙特內哥羅 - 莫桑比克 - 斯洛伐克 - 斯洛維尼亞 - 泰國 - 乌克兰 - 乌拉圭 | 以下國家是法語國家組織成員，但並沒有加法語國家議會大會： - 正式成員： - 比利时 - 圣卢西亚 - 聖多美和普林西比 - 多米尼克 - 準會員： - 阿联酋 - 觀察員： - 賽普勒斯 - 阿根廷 - 奥地利 - 爱沙尼亚 - 愛爾蘭 - 馬爾他 - 蒙特內哥羅 - 莫桑比克 - 斯洛伐克 - 斯洛維尼亞 - 泰國 - 乌克兰 - 乌拉圭 |
|                           | 是                   | 以下國家是法語國家組織成員，但並沒有加法語國家議會大會： - 正式成員： - 比利时 - 圣卢西亚 - 聖多美和普林西比 - 多米尼克 - 準會員： - 阿联酋 - 觀察員： - 賽普勒斯 - 阿根廷 - 奥地利 - 爱沙尼亚 - 愛爾蘭 - 馬爾他 - 蒙特內哥羅 - 莫桑比克 - 斯洛伐克 - 斯洛維尼亞 - 泰國 - 乌克兰 - 乌拉圭 | 以下國家是法語國家組織成員，但並沒有加法語國家議會大會： - 正式成員： - 比利时 - 圣卢西亚 - 聖多美和普林西比 - 多米尼克 - 準會員： - 阿联酋 - 觀察員： - 賽普勒斯 - 阿根廷 - 奥地利 - 爱沙尼亚 - 愛爾蘭 - 馬爾他 - 蒙特內哥羅 - 莫桑比克 - 斯洛伐克 - 斯洛維尼亞 - 泰國 - 乌克兰 - 乌拉圭 |
| 马达加斯加                | 是                   | 以下國家是法語國家組織成員，但並沒有加法語國家議會大會： - 正式成員： - 比利时 - 圣卢西亚 - 聖多美和普林西比 - 多米尼克 - 準會員： - 阿联酋 - 觀察員： - 賽普勒斯 - 阿根廷 - 奥地利 - 爱沙尼亚 - 愛爾蘭 - 馬爾他 - 蒙特內哥羅 - 莫桑比克 - 斯洛伐克 - 斯洛維尼亞 - 泰國 - 乌克兰 - 乌拉圭 | 以下國家是法語國家組織成員，但並沒有加法語國家議會大會： - 正式成員： - 比利时 - 圣卢西亚 - 聖多美和普林西比 - 多米尼克 - 準會員： - 阿联酋 - 觀察員： - 賽普勒斯 - 阿根廷 - 奥地利 - 爱沙尼亚 - 愛爾蘭 - 馬爾他 - 蒙特內哥羅 - 莫桑比克 - 斯洛伐克 - 斯洛維尼亞 - 泰國 - 乌克兰 - 乌拉圭 |
| 新喀里多尼亞              | 是（作爲觀察員）     | 以下國家是法語國家組織成員，但並沒有加法語國家議會大會： - 正式成員： - 比利时 - 圣卢西亚 - 聖多美和普林西比 - 多米尼克 - 準會員： - 阿联酋 - 觀察員： - 賽普勒斯 - 阿根廷 - 奥地利 - 爱沙尼亚 - 愛爾蘭 - 馬爾他 - 蒙特內哥羅 - 莫桑比克 - 斯洛伐克 - 斯洛維尼亞 - 泰國 - 乌克兰 - 乌拉圭 | 以下國家是法語國家組織成員，但並沒有加法語國家議會大會： - 正式成員： - 比利时 - 圣卢西亚 - 聖多美和普林西比 - 多米尼克 - 準會員： - 阿联酋 - 觀察員： - 賽普勒斯 - 阿根廷 - 奥地利 - 爱沙尼亚 - 愛爾蘭 - 馬爾他 - 蒙特內哥羅 - 莫桑比克 - 斯洛伐克 - 斯洛維尼亞 - 泰國 - 乌克兰 - 乌拉圭 |
| 越南                      | 是                   | 以下國家是法語國家組織成員，但並沒有加法語國家議會大會： - 正式成員： - 比利时 - 圣卢西亚 - 聖多美和普林西比 - 多米尼克 - 準會員： - 阿联酋 - 觀察員： - 賽普勒斯 - 阿根廷 - 奥地利 - 爱沙尼亚 - 愛爾蘭 - 馬爾他 - 蒙特內哥羅 - 莫桑比克 - 斯洛伐克 - 斯洛維尼亞 - 泰國 - 乌克兰 - 乌拉圭 | 以下國家是法語國家組織成員，但並沒有加法語國家議會大會： - 正式成員： - 比利时 - 圣卢西亚 - 聖多美和普林西比 - 多米尼克 - 準會員： - 阿联酋 - 觀察員： - 賽普勒斯 - 阿根廷 - 奥地利 - 爱沙尼亚 - 愛爾蘭 - 馬爾他 - 蒙特內哥羅 - 莫桑比克 - 斯洛伐克 - 斯洛維尼亞 - 泰國 - 乌克兰 - 乌拉圭 |

### 四大直接管理機構

#### 國際法語高校聯合會

法语国家组织的扩大过程

國際法語高校聯合會標誌

國際高校法語聯合會（法語：(Agence universitaire de la Francophonie, AUF）創立於1961年蒙特利爾，其主要任務是在全球範圍內建設和推動科研活動中的法語使用。聯合會同時爲成員單位的學生、教授和科研人員提供重要的交流平臺。該組織目前擁有來自119個國家的1007個成員機構，是全球主要的高校及科研機構協會之一，並分別在中非及非洲大湖地區（雅溫得）、西非（達喀爾）、亞太地區（河內）、加勒比地區（太子港）、美洲（蒙特利爾）、中歐和東歐（布加勒斯特）、西歐（布魯塞爾）、馬格里布（拉巴特）、中東（貝魯特）和印度洋地區（安塔那那利佛）設有辦事處。

#### TV5電視臺

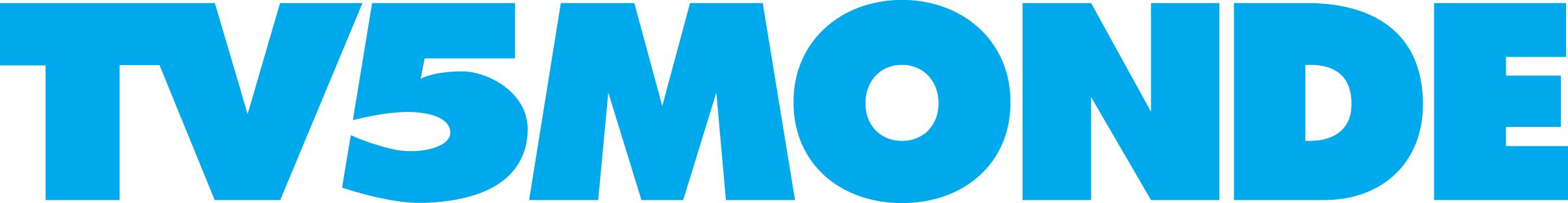
TV5電視臺標誌，

TV5成立於1984年1月2日，是全球第一個國際法語電視臺，是全球三大電視網絡之一（聯同BBC和CNN），同時亦被廣泛認爲是法語國家組織最大的成就之一。TV5能夠免費通過無線電波、有線電視、IPTV和互聯網收看，覆蓋了全球超過200個國家和地區及3.54億個家庭；2017年，TV5平均每星期被6000萬人收看。TV5提供口音多樣的法語節目，以及14種語言的字幕。

#### 法語城市市長國際協會

法語城市市長國際協會標誌

法語城市市長國際協會（法語：Association Internationale des Maires Francophones, AIMF）成立於1979年魁北克市，在時任巴黎市長傑克·希拉克和魁北克市市長让·佩莱蒂埃的倡議下建立。協會致力於爲各法語城市市長建立交流平臺，推動公共衛生、文化、青年與教育、城市建設、基礎設施等方面的發展。目前協會擁有294個會員城市，分別來自51個國家。

#### 亚历山大桑戈尔大学

亞歷山大桑戈爾大學校徽

亚历山大桑戈尔大学，又譯非洲开发法语国际大学（法語：Université Senghor d'Alexandrie），是1990年4月10日成立於埃及亞歷山卓的私立研究生學院，由法語國家及地區國際組織直接運營，致力於推進非洲大學教育事業。大學同時擁有貝寧、布基納法索、科特迪瓦、吉布提、法國、摩洛哥、塞內加爾、多哥其他八個校區。大學的專業多數與開發法語非洲有關，尤其是項目管理、財務機構、環境、營養與健康、文化遺產等方面。

## 预算与基金
法语国家组织在2010年至2013年的平均年度预算达8500万欧元，其中超过四分之三用于具体项目的实施。组织的资金来源为各成员国或地区的贡献，正式成员和准成员依据其经济规模和财政状况，有义务提供相应的资金赞助。观察员只需提供一次性的捐助。定期或额外的自愿赞助，由各成员国家和政府自行拟定。同时，法语国家组织设立了多边唯一基金（Le Fonds multilatéral unique （FMU）），为组织或相关合作方的项目实施提供资金支持。该基金的分配方案由秘书长提议，并交由部长级会议审议通过。

## 成員

準會員
觀察員
會籍暫停

根據《法語國家組織章程》的第10條，組織共賦予三種形式的參與，分別爲：正式會員國/地區、準會員國/地區以及觀察員國/地區。 但根據《法語國家首腦和政府首腦會議條例》，亦可產生“特邀嘉賓”。
目前，法语国家组织共有54个成员国或地区，7個準會員國或地區，27个观察员国或地区，共88个成员国家或政府。

### 正式成員國/地區
法語國際組織目前有51個正式成員國及三個正式成員地區。正式成員意味着完全的參與權，可以參與組織展開的一切會議和活動，包括法文國家峰會、法文國家部長級會議、法文國家行業部門會議、法文國家常任理事會、法文國家常務委員會（政治、經濟、合作與項目、行政與財務）等。
正式成員有權向組織提名職位候選人，亦有權要求申請主辦會議和活動。正式成員同時必須向組織繳納會費，以作爲組織的財務經費，各政府需要分攤繳納的費用由部長級會議決定。同時，正式成員亦可以自願爲原則，向“多邊唯一基金”（Fonds multilatéral unique）交繳獻款。

### 準成員國/地區
準成員可以參加法文國家峰會以及法文國家部長級會議。但未經會議主席允許，準成員不可以參加會議辯論。準成員在會議中將與其他正式成員座席分開。準成員亦可以參與法文國家常任理事會及常務委員會，並擁有普通投票權。但無論是何種形式，準成員皆無權參與閉門會議。
若經邀請，準成員亦可以參加法文國家行業部門會議及座談會。但同樣地，準成員只能獲取非保密資料。準成員亦不能夠主辦會議和活動，同時亦必須向組織繳納經部長級會議決定的會費，也可以自願爲原則，向“多邊唯一基金”（Fonds multilatéral unique）交繳獻款。
準成員需滿足以下條件：
- 以法文爲官方語言（或官方語言之一），或該地現時已經有穩定地使用法語；
- 認可法文國家組織的價值觀

### 觀察員
觀察員可以參加法文國家峰會以及部長級會議，但不能參加討論。在部長級會議上，經會議主席同意，觀察員可以發言。觀察員也可以參加常任理事會，但無權發言，且需全程自理，組織不會提供任何協助。觀察員不可參加常務委員會，不可以參加一切閉門會議，亦不可以主辦會議和活動。
觀察員經邀請，可以參加組織的其他活動，例如行業部長會議等。
觀察員不得繳納會費，但需繳納由常任理事會決定的行政費。同時亦可以自願爲原則，向“多邊唯一基金”（Fonds multilatéral unique）交繳獻款。
觀察員地位爲永久性，並且可以賦予給國家或地區政府。

### 特邀嘉賓
特邀嘉賓在《法語國家組織章程》中並無提及，而只是根據《法語國家首腦和政府首腦會議條例》所產生的一種參與形式，可以賦予給無主權領地或社區（亦即說，法語國家組織認爲參加組織的地區政府，例如比利時的法語社群和加拿大的魁北克省，爲主權實體）。
以下情況可獲特邀嘉賓地位：
- 該實體有意願參與到法語國家組織當中；
- 該實體需證明其領地有使用法語的習慣；
- 該實體需經其主權所有國批准。

特邀嘉賓只涉及到法文國家峰會，並且每一屆都必須更新名單，故並非常設席位。特邀嘉賓可以參與開幕儀式，沒有發言權但可獲得峰會公開資料。
經邀請，特邀嘉賓可以參加法文國家組織的文化及社會活動。

## 爭議

### 成員過度擴張
法語國家組織的成員從1970年的21個暴增至2018年的88個，當中很多國家事實上僅和法語和法語文化有着相當弱微的聯繫。1996年，組織決定接受保加利亞和安哥拉，被認爲是僅考量了政治外交因素。奥内西姆·勒克吕，法語國家議會大會的創始人，以及 La Francophonie （法語世界）一詞的創造者，亦曾經表示擔憂，非法語國家的加入會降低組織的效率。 儘管有成員國開始呼籲組織謹慎接受新成員，但每次峰會後，依然會有一批與法語關係甚微的國家加入：例如2010年接受了波黑、多米尼加共和國、阿聯酋、愛沙尼亞和黑山；2012年有卡塔爾和烏拉圭；2014年有墨西哥、哥斯達黎加和科索沃等。加拿大的《義務報》一直比較注重法語國家組織的報告，但亦指出，組織已開始淪爲“快樂瘋人院”（原文 merry madhouse），尤其是組織一部分成員國甚至不承認科索沃的國家地位。組織的“無盡擴張”在前祕書長布特羅斯·布特羅斯-蓋里就任後變得更加嚴重，他在1998年的時候提出，由於“法語代表着團結、寬容、尊重、個性、文化多樣性、普世性和開放”，所以法語國家組織需要向其他非法語國家保持開放。部分中小型國家加入法語國家組織只是爲了提高其國際知名度。2018年10月，愛爾蘭歐洲事務部部長就稱，愛爾蘭加入法語國家組織（作爲觀察員），是該國政府“愛爾蘭全球化”計劃的一部分；該計劃嘗試在2025年前增強愛爾蘭的國際影響力。
布特羅斯·布特羅斯-蓋里就任後，法語國家組織增加了更多使命和涉足領域，包括和平和危機預防、人權、危機、國際合作、永續發展、文化和語言多樣性、教育和培訓、青少年、性別平等和公民社會等，使得組織由原先的文化組織轉變爲政治組織。法國議員雅克·勒尊德爾曾表達擔憂，法語國家組織會變成一個“低劣的複製版聯合國”。 不少法語世界的活躍者亦呼籲法語國家組織回歸初心——語言和文化。

### 忽視人權和基本自由
雖然布特羅斯·布特羅斯-蓋里在1998年就已經指出人權和基本是法語國家組織的“絕對要務”，但很多成員國依舊發生了不少有侵人權和自由的事件。1999年加拿大峰會時，很多本地報紙就指控法語國家組織對其成員國的人權問題噤聲，並宣稱法語國家組織有至少35個成員國曾被國際特赦組織指控侵犯人權，以及另外15個國家被無國界記者認定正在系統性限制新聞自由。時任加拿大總理讓·克雷蒂安和法國總統傑克·希拉克最後甚至不得不在峰會閉會時宣佈將會就人權問題建立觀察機構。傑克·希拉克在其就任12年來，不止一次稱“非洲尚未足夠成熟接受多黨制”，同時其本人也與很多非洲的政治和軍事強人私交甚密，例如加蓬的哈吉·奧馬爾·邦戈、剛果共和國的德尼·薩蘇-恩格索、多哥的納辛貝·埃亞德馬、布基納法索的布萊斯·龔保雷等人。法國《世界報》評論道，若當時尊重人權是入會的必要條件，那法語國家組織大概會不復存在。
2018年，法國總統埃马纽埃尔·马克龙意外地力挺盧旺達的路易丝·穆希基瓦博擔任組織的祕書長，被外界指是組織在人權事業方面的退步。四名法國前部長發出公開信譴責這一任命，一來指馬克龍單方面決定任命，並沒有事前和其他成員溝通，二來該任命亦被指是無視盧旺達獨裁者保羅·卡加梅在人權方面的劣名。

## 外部連結
- （法文）官方网站
- （法文）中的“法语国家及地区国际组织”
- 法国驻中国大使馆-法语和法语世界